# Carl-Heinz Schroth

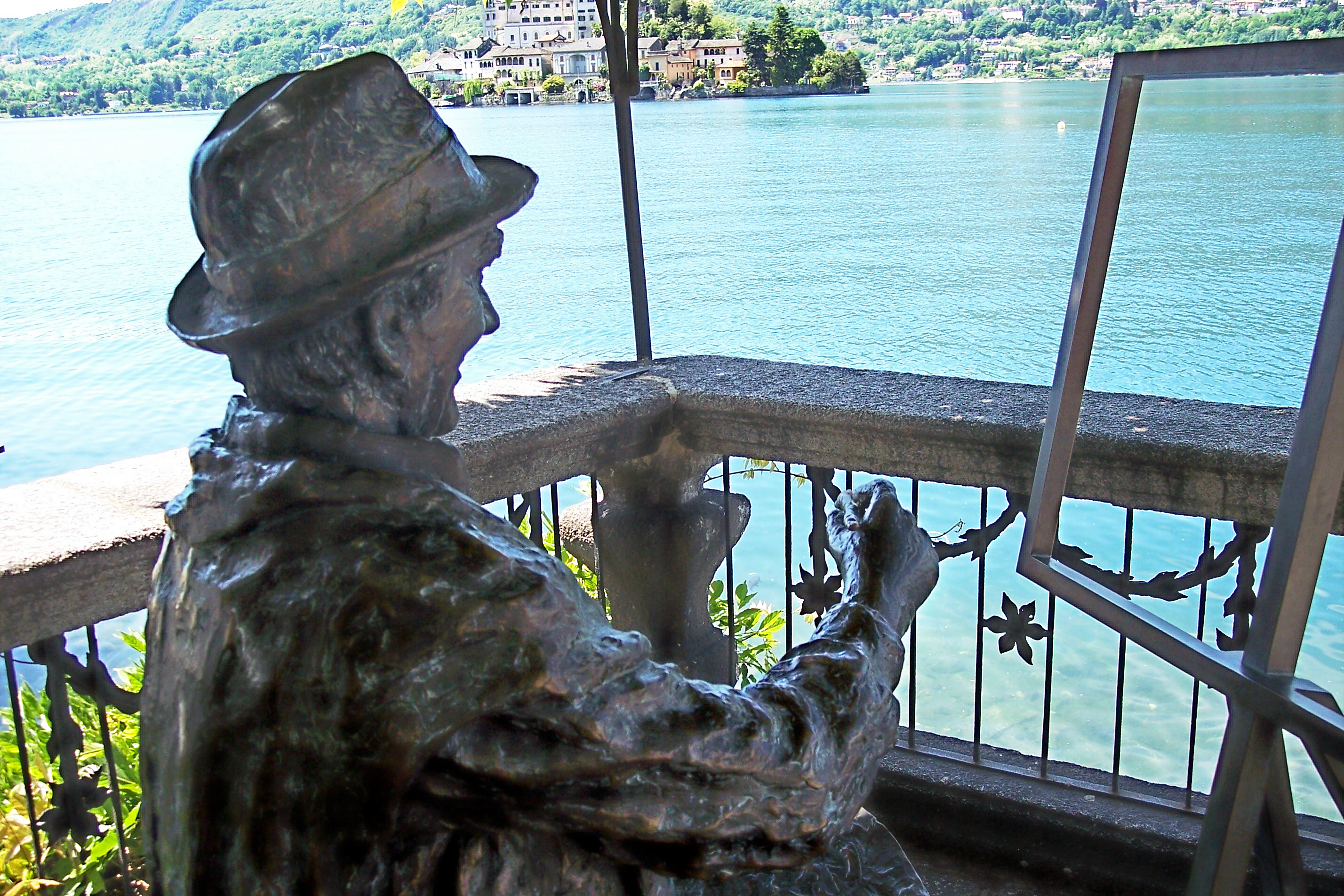
Estatua de Carl-Heinz Schroth

Carl-Heinz Schroth (29 de junio de 1902 – 19 de julio de 1989) fue un actor y director teatral, cinematográfico y televisivo alemán de origen austriaco. 

## Biografía
Nacido en Innsbruck, Austria, en el seno de una familia de artistas, sus padres eran Else Ruttersheim, una actriz vienesa, y Heinrich Schroth, un famoso actor teatral y Dandy. La madrastra de Schroth fue la famosa intérprete Käthe Haack, y su hermanastra menor era la actriz Hannelore Schroth, nacida del matrimonio de su padre con la también actriz Käthe Haack. Los padres de Schroth se separaron temprano, y él hubo de pasar su tiempo de escuela bajo el cuidado de una tía, cantante de ópera, en Bolzano (entonces parte de Austria Hungría).
Schroth estudió jurisprudencia, literatura y teatro en Munich, y siguió clases de interpretación con Arnold Marlé. En 1922 actuó por vez primera en Fráncfort del Óder, participando en la obra de Friedrich von Schiller La conjuración de Fiesco, y también en Peterchens Mondfahrt. Después fue contratado para actuar en teatros ambulantes, y en años siguientes trabajó en teatros de Brno, Düsseldorf, Hamburgo, Viena y Berlín. 
En 1927, por mediación de la actriz Mirjam Horwitz llegó al Hamburger Kammerspiele, y asumió el personaje principal de El inspector, obra de Nikolái Gógol, uno de los mejores papeles de su carrera. En 1931 Schroth hizo un papel de reparto, el de Pepi, en el film musical Der Kongreß tanzt, dirigido por Erik Charell e interpretado por Lilian Harvey y Willy Fritsch.
Tras el ascenso al poder del Nazismo, Schroth siguió activo como actor en Austria y Alemania, trabajando alternativamente, a partir de 1937, en el Teatro de Cámara de Múnich y en el Deutsches Theater de Berlín. En el cine hizo unas pocas películas antes del final de la Segunda Guerra Mundial, entre ellas una de las últimas producciones del cine nazi, rodada en 1945 en Praga, y que quedó inacabada: Shiva und die Galgenblume, dirigida por Hans Steinhoff, con Hans Albers en el papel principal. Schroth, sin embargo, no era Nazi y, más adelante, en sus memorias se distanció de ese movimiento.
Finalizada la Guerra, Schroth vivía, junto a su esposa, Ruth Hausmeister, y sus hijos, Käthe Haack y Hannelore Schroth, en un sótano de Berlín en condiciones difíciles y a expensas del mercado negro. Sin embargo, su antiguo colega Viktor de Kowa le facilitó trabajar en obras de teatro de boulevard en el Tribüne, trabajando en dicho teatro en las siguientes cuatro décadas de su carrera.
Entre los años 1940 y 1950 intervino en diferentes películas de éxito, habitualmente con papeles de reparto como, por ejemplo, sirvientes, secretarios, ladrones de poca monta y otros. Su película más famosa de esa época fue Wenn der Vater mit dem Sohne (1955), de Hans Quest, con Heinz Rühmann y Oliver Grimm, y en la cual Schroth encarnaba a Pepee. A partir de 1960, Schroth ya no actuó más en el cine.
Schroth trabajó también en la radio, interviniendo en un gran número de producciones de diferentes géneros. A finales de los años 1950 tuvo un gran éxito con los 51 episodios de la serie Dickie Dick Dickens, emitidos por Bayerischer Rundfunk bajo la dirección de Walter Netzsch, y basados en las novelas de Rolf y Alexandra Becker. Así mismo, también fue el protagonista de otra serie basada en relatos de los Becker, Gestatten, mein Name ist Cox. Las dos primeras temporadas, desde 1952 a 1954, se emitieron en la Nordwestdeutscher Rundfunk bajo la dirección de Hans Gertberg. Estas emisiones fueron unos de los primeros grandes éxitos de la radio alemana.
En las décadas de 1950 y 1960, en ocasiones fue también director, tanto de producciones cinematográficas como televisivas. Entre sus trabajos más conocidos en esta faceta figuran la película Fräulein vom Amt (1954), con Renate Holm y Georg Thomalla a partir de un guion de Curth Flatow.
Su reputación creció gracias a varias producciones televisivas, como la sátira Orden für die Wunderkinder, de Rainer Erler (1963), con Edith Heerdegen. Schroth y Heerdegen rodaron varias producciones juntos, como Die Alten kommen la ZDF. Heerdegen iba a colaborar con Schroth en la serie Jakob und Adele, pero el fallecimiento de la actriz nada más iniciarse el rodaje hizo que su personaje fuera encarnado por Brigitte Horney. 
Convertido en una estrella, Carl-Heinz Schroth fue, para la televisión alemana a lo largo de varios años, el paradigma del personaje de edad, vital y con buen humor. Desde finales de la década de 1950 actuó en televisión en producciones de diversos géneros como Der Strafverteidiger (1961, de Franz Josef Wild) con Eric Pohlmann y Barbara Rütting. En sus últimos años también trabajó con frecuencia en series como Derrick o Die Schwarzwaldklinik. Además presentó la serie Meine schwarze Stunde, dedicada a historias de horror y terror.
De las producciones televisivas de sus últimos años, merece la pena mencionar su actuación en la grabación de la obra teatral de Harold Pinter No Man's Land, con dirección de Boy Gobert (1975), con Richard Münch, así como su papel de Willie Clark en Sonny Boys (1982), con Johannes Heesters, a partir de la pieza de Neil Simon (dirección de Rolf von Sydow). Otros programas en los que intervino fueron Alle Hunde lieben Theobald (1969) y Jakob und Adele (1981 - 1989) con Brigitte Horney. 
Schroth fue también actor de voz, doblando a actores como Oskar Homolka (en Mission to Moscow), Wilfrid Hyde-White (en Konflikt des Gewissens) y Eric Pohlmann (en So etwas lieben die Frauen).
En los años 1970 se estableció en el norte de Italia, en Vacciago di Ameno, en el Lago de Orta (Piamonte). Schroth se casó en cuatro ocasiones: con Carola Krauskopf, Ruth Hausmeister, Karin Jacobsen y, finalmente, con Barbara Hutterer. Con Hausmeister tuvo dos hijas, y con Jacobsen un hijo.
Carl-Heinz Schroth publicó dos volúmenes de memorias unos años antes de su muerte, la cual tuvo lugar en Munich, Alemania, en 1989, poco después de rodar para la televisión Geld macht nicht glücklich. Fue enterrado en el Cementerio Nordfriedhof de Múnich.

## Filmografía

### Como actor

#### Cine
| - 1922: Nathan der Weise - 1931: Der Kongreß tanzt - 1937: Gauner im Frack - 1937: Die Korallenprinzessin - 1941: Krach im Vorderhaus - 1941: Ins Grab kann man nichts mitnehmen - 1944: Vier Treppen rechts / Zimmer zu vermieten (1950) - 1944: Frech und verliebt (1948) - 1944: Frau über Bord / Das Mädchen Juanita (1952) - 1945: Der große Fall (1949) - 1945: Shiva und die Galgenblume (inacabada) - 1948: Morituri - 1949: Die letzte Nacht - 1949: Die Freunde meiner Frau / Vier junge Detektive - 1949: Derby - 1949: Schatten der Nacht - 1950: Export in Blond | - 1950: Meine Nichte Susanne - 1950: Der Schatten des Herrn Monitor - 1950: Die Sterne lügen nicht - 1950: Opfer des Herzens / Furioso - 1950: Pikanterie - 1951: Engel im Abendkleid - 1951: Die Dubarry - 1952: Die Stimme des Anderen / Engel im Abendkleid - 1952: Tanzende Sterne - 1953: Vergiß die Liebe nicht - 1954: Mädchen mit Zukunft - 1954: Die Stadt ist voller Geheimnisse - 1955: Wie werde ich Filmstar? - 1955: Wenn der Vater mit dem Sohne - 1959: Liebe auf krummen Beinen - 1960: Das hab’ ich in Paris gelernt |

#### Televisión
| - 1952: Wolken sind überall - 1957: Mammis Wanderjahre (también director) - 1958: Dr. med. Hiob Praetorius - 1958: Unser Herr Vater - 1960: Der eingebildete Kranke - 1960: Philomena Marturano - 1960: Zauber der Jugend (también director) - 1961: Familienpapiere - 1961: Biographie und Liebe (también director) - 1961: Der Strafverteidiger - 1962: Cecil… oder die Schule der Väter - 1962: Annoncentheater - 1963: Orden für die Wunderkinder - 1963: Die Grotte - 1963: Die Rache des Jebal Deeks - 1965: Götterkinder - 1965: Das Traumhaus - 1965: Unsterblichkeit mit Marschmusik - 1965: Nachruf auf Egon Müller - 1965: Tu das nicht, Angelika (también director) - 1966: Das ganz große Ding - 1966: Das Experiment - 1967: Neapolitanische Hochzeit (también codirector) - 1967: Heiraten ist immer ein Risiko - 1969–1970: Alle Hunde lieben Theobald (Serie) - 1971: Die seltsamen Abenteuer des geheimen Kanzleisekretärs Tusmann - 1972: Alexander Zwo | - 1974: Tagebuch eines Wahnsinnigen - 1974: Strychnin und saure Drops - 1976: Hund im Hirn - 1976: Ein unbegreiflicher Typ (Serie Derrick) - 1978: Karschunke und Sohn (Serie) - 1978: Ein Hut von ganz spezieller Art - 1979: Die Alten kommen - 1979: Wer anderen eine Grube gräbt - 1981: Einfach Lamprecht (Serie) - 1982: Champagnerkomödie - 1982: Und das zum 80. Geburtstag - 1982: Die feine englische Art (Serie) - 1982–1989: Jakob und Adele (Serie) - 1982: Sonny Boys - 1984: Er-Goetz-liches - 1984: Meine schwarze Stunde - 1984: Heiraten ist immer ein Risiko - 1985: Der Mann mit dem Koffer (Serie Die Schwarzwaldklinik) - 1986: Das Geheimnis von Lismore Castle - 1987: Lang soll er leben - 1987: Der Fälscher - 1988: Spätes Glück nicht ausgeschlossen - 1988: Der Professor und sein Hund - 1989: Ede und das Kind - 1989: Jakob – oder Liebe hört nicht auf - 1989: Geld macht nicht glücklich - 1989: Seine beste Rolle |

### Como director
- 1953: Der Hund im Hirn
- 1953: Männer im gefährlichen Alter
- 1954: Fräulein vom Amt
- 1954: Die verschwundene Miniatur
- 1955: Griff nach den Sternen
- 1957: Mammis Wanderjahre
- 1960: Zauber der Jugend
- 1961: Wege des Zufalls
- 1961: Quadrille
- 1961: Biographie und Liebe
- 1963: Die volle Wahrheit
- 1963: Ich liebe Dich
- 1964: Mit besten Empfehlungen
- 1965: Simone, der Hummer und die Ölsardine
- 1965: Tu das nicht, Angelika
- 1967: Neapolitanische Hochzeit

## Libros
- Keine Angst vor schlechten Zeiten. Geschichte meines Lebens. Herbig 1984; 6. Auflage, Ullstein 1992, ISBN 3-7766-1330-0.
- Was ich noch vergessen hatte. Herbig 1987; Neuauflage: Ullstein 1990, ISBN 3-548-22232-3.

## Premios
- 1982: Verleihung der Goldenen Kamera
- 1985: Anillo Curt Goetz
- 1985: Silbernes Blatt del Dramatiker Union
- 1987: Telestar
- 1987: Filmband in Gold por su trayectoria cinematográfica.